# ピエール＝ウィリアム・グレン
ピエール＝ウィリアム・グレン（フランス語: Pierre-William Glenn, 1943年 - 2024年9月24日）は、フランスの撮影監督、映画監督である。フランス国立映像音響芸術学院教授。

## 人物・来歴
1943年（昭和18年）、フランスのパリに生まれる。
数学を専攻した後に、高等映画学院に入学する。ジョゼ・ベナゼラフ監督作品の撮影監督アラン・ドローブに師事し、ウィリアム・リュプチャンスキーらの助手として、テレビ映画を手がけ、クロード・ミレールやジャック・ドワイヨンの初期短篇のカメラを回した。
ジャック・リヴェット監督の12時間を越える超大作『アウトワン』の撮影を任される。以降、コスタ＝ガヴラスやフランソワ・トリュフォーらのヌーヴェルヴァーグの映画作家たちの中期の作品を手がけた。
1974年（昭和49年）に監督業に進出、以降、4本の長篇映画と1本のテレビ映画を監督している。
2024年9月24日に死去した。80歳没。

## おもなフィルモグラフィ
- 『カマラド』 Camarades : 監督マラン・カルミッツ、1969年
- 『アウトワン』 Out 1 : Noli me tangere : 監督ジャック・リヴェット、共同監督シュザンヌ・シフマン、1971年
- 『戒厳令 (1972年の映画)』 État de siège : 監督コスタ＝ガヴラス、1972年
- 『私のように美しい娘』 Une belle fille comme moi : 監督フランソワ・トリュフォー、1972年
- 『アメリカの夜』 La Nuit américaine : 監督フランソワ・トリュフォー、1973年
- 『トリュフォーの思春期』 L'Argent de poche : 監督フランソワ・トリュフォー、1976年
- 『パリの灯は遠く』 Monsieur Klein : 監督ジョゼフ・ロージー、共同撮影ジェリー・フィッシャー、1976年
- 『リトル・ロマンス』 A Little Romance : 監督ジョージ・ロイ・ヒル、1979年
- 『セリ・ノワール』 Série noire : 監督アラン・コルノー、1979年
- 『ターミナス』 Terminus : 1987年 - 監督
- 『無秩序な少女』 Les Enfants du désordre : 監督ヤニック・ベロン、1989年
- 『ストリート・オブ・ノー・リターン』 Street of No Return : 監督サミュエル・フラー、1989年
- 『恋は足手まとい』 Un fil à la patte : 監督ミシェル・ドヴィル、2005年

## 関連事項
- フランス国立映像音響芸術学院 （en:La Fémis）
- アラン・ドローブ （fr:Alain Derobe）

## 註
1. ↑  “Disparition de Pierre-William Glenn - Boxoffice Pro” (フランス語). www.boxofficepro.fr (2024年9月24日). 2024年9月25日閲覧。
2. ↑  “Disparition de Pierre-William Glenn”. Le film français (2024年9月24日). 2024年9月24日閲覧。